# Gaius (praenomen)
Gaius (Afk.: C., van het Latijnse Caius, of authentieker: CAIVS) was een populaire Romeins praenomen.
Beroemde Romeinen met de naam Gaius zijn:
- Gaius Marius, Romeins generaal en zeven maal consul
- Gaius Julius Caesar, dictator perpetuum
- Gaius Asinius Pollio, Romeins politicus, militair en gelegenheidsauteur
- Gaius Iulius Caesar Octavianus (Augustus), de eerste princeps van Rome
- Gaius Cilnius Maecenas, Romeins politicus en patroon van vele kunstenaars
- Gaius Julius Caesar Germanicus (Caligula), de derde princeps van Rome
- Gaius Suetonius Tranquillus, Romeins biograaf en cultuurhistoricus
- Gaius (jurist), Romeins jurist
- Plinius de Oudere (Gaius Plinius Caecilius Secundus), schrijver
- Plinius de Jongere (Gaius Plinius Caecilius Secundus), schrijver
- Gaius Valerius Catullus, dichter